# Вознесеновское
Вознесе́новское — село в составе Апанасенковского района (муниципального округа) Ставропольского края России.

## Варианты названия
В источниках встречаются варианты названия Вознесеновка, Вознесенское . По мнению В. Г. Гниловского, своё наименование село получило по церкви.

## География
Рельеф почв спокойный с общим уклоном к реке Калаус, протекающей к северу от села. Природные ресурсы предоставлены каштановыми и темно-каштановыми почвами.
Расстояние до краевого центра: 140 км.
Расстояние до районного центра: 11 км.
Площадь сельсовета — 2,0 км².

## История
Основано в 1873 году в Туркменской степи при вершине балки Хам-Хумта (Культы) переселенцами Таврической, Полтавской и Екатеринославской губерний.
В 1918 году на Ставрополье начался процесс коллективизации, не получивший достаточного развития из-за гражданской войны. После окончательного установления советской власти в регионе стали создаваться коммуны и артели, организуемые бывшими красноармейцами. В 1924 году в селе Вознесеновском образовались кустарно-промышленная артель им. 7-й годовщины Октябрьской Революции и животноводческое товарищество «Труд и польза».
На 1 марта 1966 года было центром Вознесеновского сельсовета Апанасенковского района Ставропольского края:8.
До 16 марта 2020 года село образовывало упразднённое сельское поселение село Вознесеновское.

## Население
| 1897  | 1903  | 1908  | 1925  | 1926  | 1989  | 2002  | 2010  | 2011  |
| ----- | ----- | ----- | ----- | ----- | ----- | ----- | ----- | ----- |
| 2945  | ↗3177 | ↗3947 | ↘3874 | ↘3628 | ↘2901 | ↘2614 | ↘2514 | ↘2508 |
| 2012  | 2013  | 2014  | 2015  | 2016  | 2017  | 2018  | 2019  | 2020  |
| ↘2461 | ↘2425 | ↘2379 | ↘2360 | ↘2346 | ↘2343 | ↗2346 | ↘2330 | ↘2285 |
| 2021  |       |       |       |       |       |       |       |       |
| ↘2166 |       |       |       |       |       |       |       |       |

Национальный состав
По итогам переписи населения 2010 года проживали следующие национальности (национальности менее 1 %, см. в сноске к строке "Другие"):
| Национальность | Численность | Процент |
| -------------- | ----------- | ------- |
| Русские        | 2194        | 87,27   |
| Даргинцы       | 136         | 5,41    |
| Другие         | 184         | 7,32    |
| Итого          | 2514        | 100,00  |

## Органы власти
- Совет муниципального образования села Вознесеновского, состоит из 10 депутатов, избираемых на муниципальных выборах по одномандатным избирательным округам. Глава поселения — Сергей Анатольевич Меденцев (c 13 марта 2011 года на второй срок)
- Администрация сельского поселения Село Вознесеновское

## Инфраструктура
- Администрация муниципального образования села Вознесеновского
- Сельский дом культуры
- Сбербанк, Доп. офис № 5241/03
- Фельдшерско-акушерский пункт[30]
- сельское потребительское общество
- парикмахерская
- отделение федеральной почтовой связи
- участки электросвязи и водопровода
- ветеринарная лечебница
- В южной части села расположено общественное открытое кладбище площадью 40000 м²[31]

## Образование
- Детский сад № 9 «Ласточка» (на 120 мест)
- Средняя общеобразовательная школа № 10 (на 920 мест)

## Экономика
Основой экономики является производство сельскохозяйственной продукции:
- Градообразующим предприятием на территории муниципального образования является племзавод «Дружба»[32], занимающийся производством зерновых и животноводческой продукции. Единственное племоводческое хозяйство в крае по разведению КРС калмыцкой породы, овец, лошадей. Основан 16 октября 1961 года как колхоз имени Сталина[33] (по другим данным - 22 ноября 1961 года[34])
- Два фермерских хозяйства

## Памятники
- Памятник воинам, погибшим в годы Великой Отечественной войны. Установлен в 1987 году[35].

## Люди, связанные с селом
- Кривошей Дмитрий Семёнович (р. 1936) — старший чабан сельскохозяйственного производственного кооператива «Дружба», полный кавалер ордена Трудовой Славы[36]
- Кущ Иван Мифодьевич (1933) — бывший бригадир племзавода «Дружба», награждённый орденом Трудового Красного Знамени[37]
- Михайлюк Михаил Иванович — заместитель командира взвода Ставропольского добровольческого казачьего полка. Награждён орденом Красной звезды, медалью За отвагу.